# Trzebież (leśnictwo)

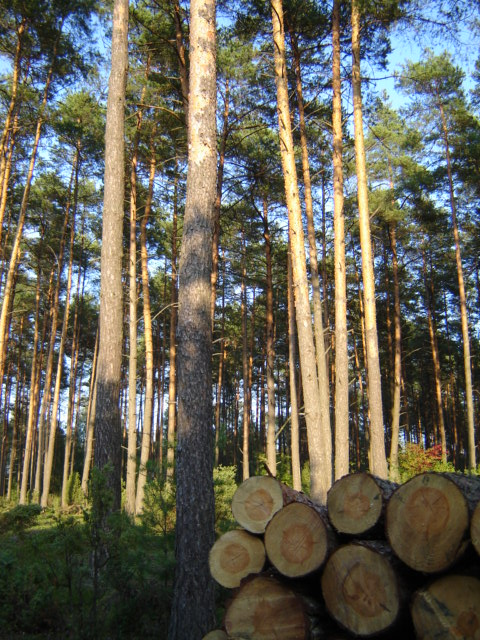
Drzewostan po wykonaniu trzebieży późnej

Trzebież – cięcie pielęgnacyjne wykonywane co kilka lat w starszych drzewostanach (powyżej 20 lat). Istotą trzebieży jest sukcesywne usuwanie z drzewostanu nadmiaru drzew głównie z powodu ich stopniowo wzrastających potrzeb życiowych. W ten sposób poprawia się warunki wzrostu i rozwoju pozostałym drzewom. Jednocześnie, wskutek regulowania stopnia zagęszczenia drzew w drzewostanie, zmieniają się warunki środowiska glebowego i atmosferycznego. Zabiegi te polegają na usuwaniu z drzewostanu drzew gospodarczo niepożądanych. Drewno pozyskane w cięciach trzebieżowych uważane jest za tzw. użytki przedrębne. 
Trzebieże pozytywnie wpływają na wzrost pozostających drzew w drzewostanie poprzez zmniejszenie konkurencji między drzewami o światło, składniki pokarmowe i wodę. Pozytywnym aspektem jest również przyspieszenie rozkładu materii organicznej na dnie lasu poprzez zwiększenie dopływu światła i ciepła do gleby. 
Trzebieże powodują zwiększenie przyrostu miąższości drzewostanu  dzięki wzmożonemu rozwojowi koron drzew i tym samym grubości pni. Trzebieże polepszają jakość techniczną i sanitarną drzewostanu dzięki usuwaniu drzew wadliwych i chorych.
Wpływ trzebieży nie ogranicza się wyłącznie do wywołania pożądanych zmian w drzewostanie i jego środowisku, ale obejmuje on całe ekosystemy, wszystkie tworzące je składniki wraz ze skomplikowanymi, wzajemnymi oddziaływaniami. A więc rola biologiczna trzebieży wykracza poza ich znaczenie czysto hodowlano-pielęgnacyjne. 

## Rodzaje
W zależności od okresu fazy rozwojowej drzewostanu, w której wykonuje się zabieg trzebieży wyróżnia się:
- trzebież wczesną – drzewostany mają do 40-50 lat
- trzebież późną – drzewostany mają powyżej 40 - 50 lat.